# Storenomorpha comottoi
Storenomorpha comottoi là một loài nhện trong họ Zodariidae.
Loài này thuộc chi Storenomorpha. Storenomorpha comottoi được Eugène Simon miêu tả năm 1884.